# Les Chapelles-Bourbon
Les Chapelles-Bourbon ist eine französische Gemeinde mit 464 Einwohnern (Stand: 1. Januar 2022) im Département Seine-et-Marne in der Region Île-de-France. Sie gehört zum Arrondissement Provins und zum Kanton Fontenay-Trésigny (bis 2015: Kanton Rozay-en-Brie). Die Einwohner werden Capello-Bourbonais genannt.

## Geographie
Les Chapelles-Bourbon liegt etwa 53 Kilometer ostsüdöstlich von Paris. Umgeben wird Les Chapelles-Bourbon von den Nachbargemeinden Neufmoutiers-en-Brie im Norden, La Houssaye-en-Brie im Osten und Nordosten, Marles-en-Brie im Südosten, Châtres im Süden sowie Tournan-en-Brie im Westen und Südwesten.

## Bevölkerungsentwicklung
| Jahr                      | 1962 | 1968 | 1975 | 1982 | 1990 | 1999 | 2006 | 2013 |
| Einwohner                 | 116  | 122  | 95   | 149  | 214  | 332  | 368  | 409  |
| Quelle: Cassini und INSEE |      |      |      |      |      |      |      |      |

## Sehenswürdigkeiten
Siehe auch: Liste der Monuments historiques in Les Chapelles-Bourbon
- Kirche Saint-Vincent aus dem 18. Jahrhundert
- Herrenhaus von

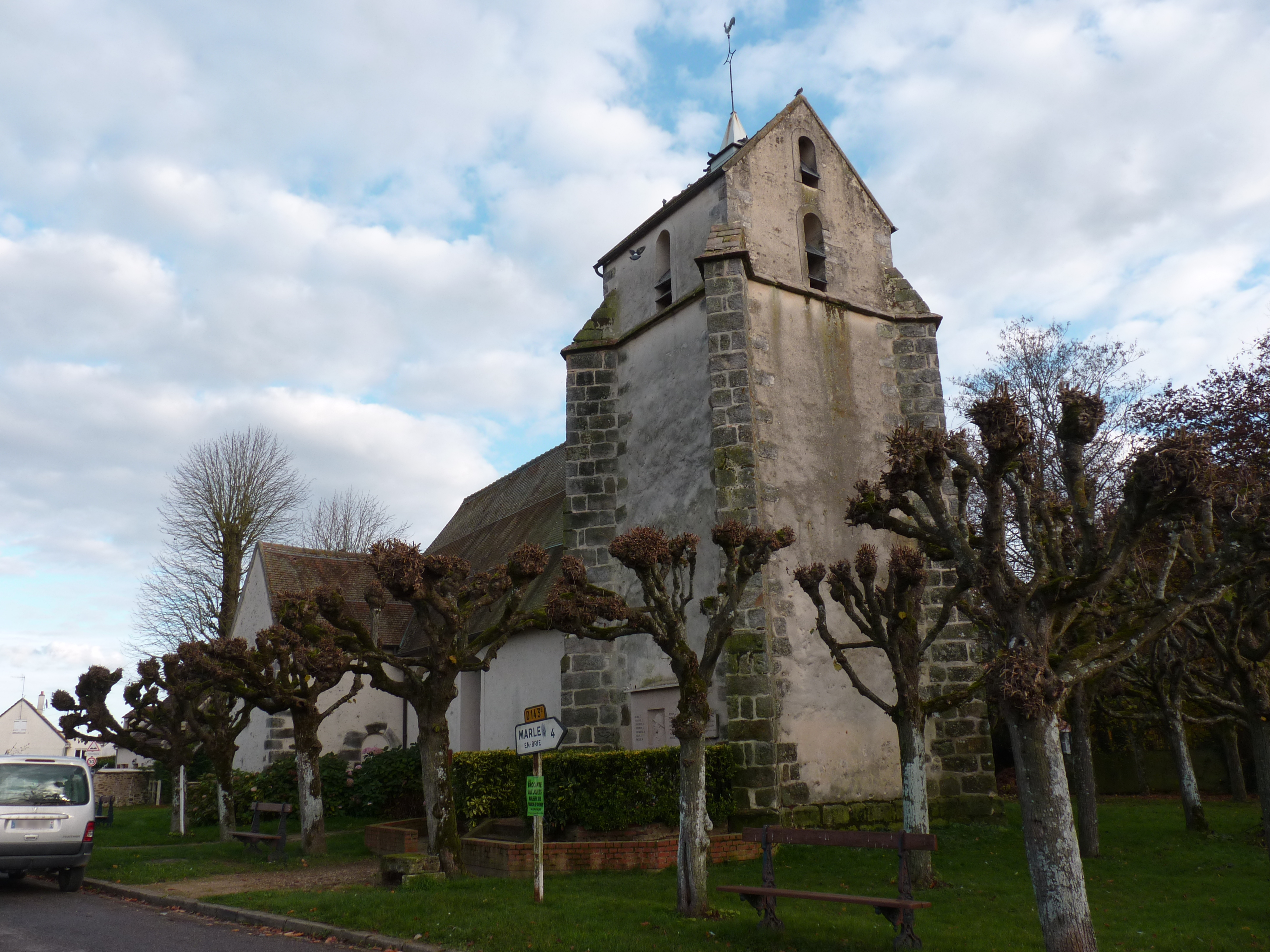
Kirche Saint-Vincent
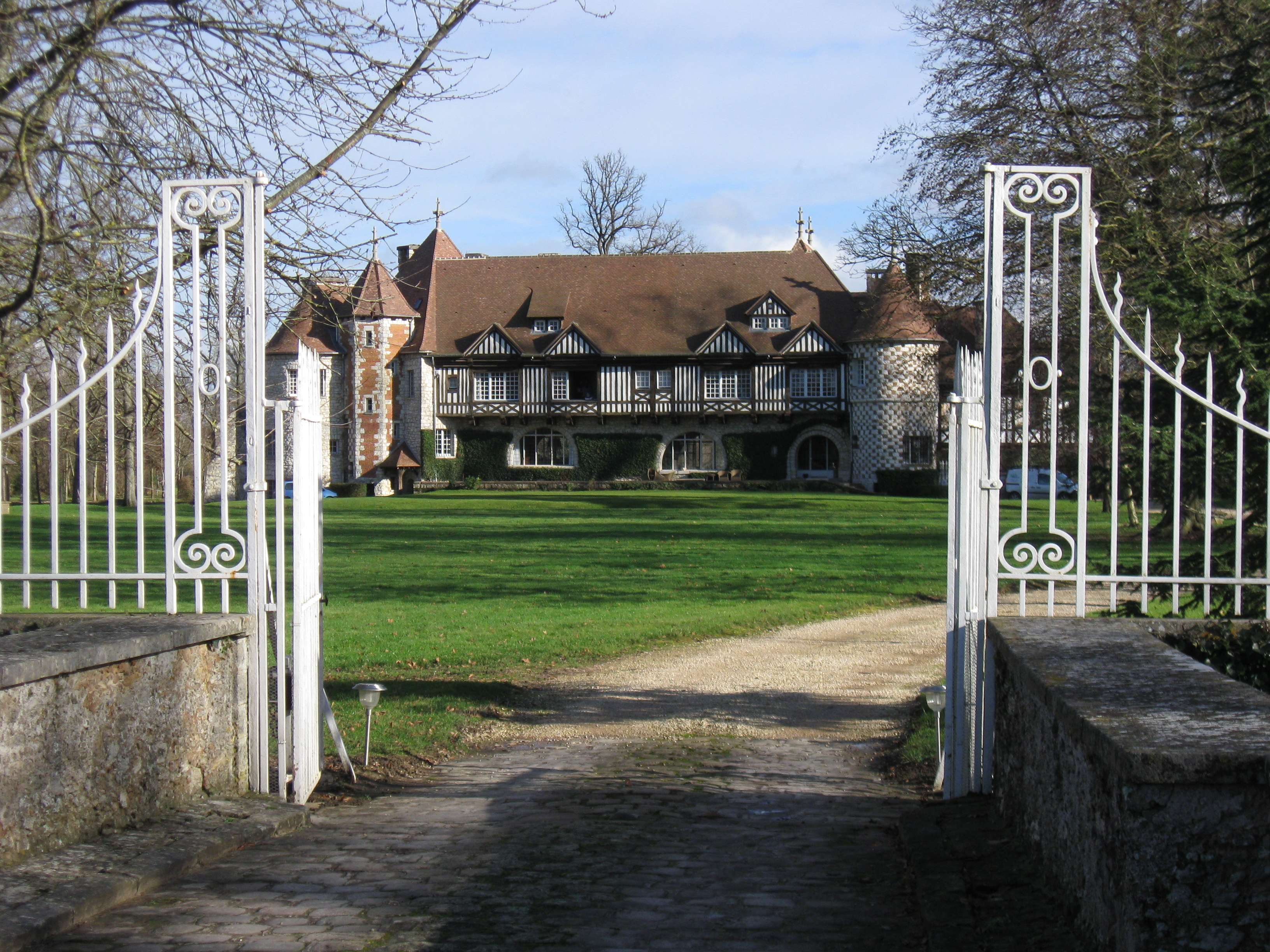
Herrenhaus von Beaumarchais